# 威露士
威露士（Walch）是中國品牌，由總部設在中國廣州的威莱（广州）日用品有限公司旗下的日化品牌，于2000年面世。
威露士商標於2003年由Lohmann Haas Pharmaceuticals (CHINA) Limited在歐洲註冊。
2019年8月，威露士母公司收購一間於1904年開業，名叫Centralin的德國鞋油公司，自此威露士産品就加入Centralin商標及「Germany since 1904」字樣。
收購後Centralin商標有作出微調，加入兩粒疑似影射美國莊臣舊商標「J」入面的圖形。
產品類型大致可分為沐浴液、消毒液、洗手液、洗衣液等几大類。

## 产品分布
- 健康洗手液
- 泡沫洗手液
- 健康沐浴露
- 家用消毒液（PCMX）
- 家用洗衣液
- 酒精搓手液
- 濕紙巾